# Ажудський палац
Ажу́дський пала́ц (порт. Palácio da Ajuda) — палац у Португалії, в місті Лісабон, парафії Ажуда. Збудований 1802 року. Реконструйований 1861 року. Резиденція португальського короля Луїша I (1833-1889). Після повалення монархії перетворений на музей. Національна пам'ятка Португалії (1910).

## Історія
Жуанівський період
У 1726 році Жуан V придбав три ділянки землі в районі Белен. Перша – з розташованим на ній Беленським Палацом, друга – зі скитом Nossa Senhora da Saúde, де згодом було зведено Палац Несессіададеш, а третя – земля, під будівництво літньої королівської резиденції. 
Після Лісабонського землетрусу 1755 року, що знищив практично увесь Лісабон, включаючи головну резиденцію португальської корони – Палац Рібейра, виникла потреба в будівництві нової монаршої резиденції.
ЇЇ архітектором мав стати Мануель Каетано де Соуза, прославлений своєю попередньою роботою – однією з найкрасивіших бібліотек світу у Мафрі. Проте Жозе І забракував його проект величного кам’яного палацу. Адже незважаючи на те, що завдяки щасливому збігу обставин королівська сім’я та двір під час землетрусу знаходилися в західній частині міста, в Белені, де наслідки стихії були менш руйнівними, король був настільки наляканий, що до кінця своїх днів відмовлявся жити в кам’яних будівлях. 
У 1761 році на верхівці пагорба Ажуда – місця з найменшою сейсмічною активністю, було зведено дерев’яний палац під назвою Real Barraca або ж Paço de Madeira (в перекладі з португальської – Королівський намет або Дерев’яний палац). Він відповідав двом основним вимогам короля: максимальна стійкість до землетрусів (завдяки матеріалам конструкції) та відсутність кладки.  
Інтер'єри палацу були прикрашені найкращими меблями, гобеленами, картинами, золотими виробами. З часом Real Barraca настільки розбудували, що за площею він був більшим за нині існуючий палац.
У 1768 році за наказом маркіза Помбала - державного секретаря Королівства за часів правління Жозе І, навколо палацу був побудований перший ботанічний сад у Лісабоні.
Королівський двір знаходився в стінах Real Barraca близько трьох десятиліть у розкішній атмосфері золотого віку Освіченої деспотії, яку підтримували вантажі золота та діамантів із Бразилії. 
Жозе І прожив у збудованому для нього дерев’яному палаці до своєї смерті в 1777 році. Його донька та наступниця - Марія I, після шлюбу з Педро III - рідним братом свого батька, жила в палаці Келуш. І лише час від часу навідувалася в Real Barraca разом з дітьми.

Регентський період
З 10 лютого 1792 року, через божевілля королеви, державними справами став керувати її єдиний виживший син - Жуан VI. Він разом з родиною перебрався жити у Real Barraca. Та через 2 роки через необережність слуги в палаці спалахнула величезна пожежа, яка повністю його знищила.
Тож Жуан VI схвалив будівництво нового палацу за старим проектом Мануеля Каетано де Соуза, від якого свого часу відмовився дід Жуана VI. 9 листопада 1795 році було закладено перший камінь в палац, який планувалося побудувати в стилі класицизму, з бароковими бічними вежами-павільйонами. Незабаром роботи були перервані через брак ресурсів і відновилися лише у 1802 році. Того ж року Каетано де Соуза помер. Будівництво палацу було доручено двом архітекторам Болонської школи Франциско Ксав'є Фабрі і Хосе да Коста е Сільва, які були послідовниками нової течії неокласицизму. Вони адаптували вже побудовану конструкцію під новий, створений ними проект. 
У 1807 році вже були призначені художники, скульптори і декоратори, однак роботи над будівництвом і оздобленням палацу знову були призупинені. Цього разу через вторгнення в Лісабон наполеонівських військ під командуванням генерала Жюно і депортації королівської родини та двору до Бразилії.

Період лібералізму
Незабаром за наказом того самого генерала Жюно роботи відновилися. Спочатку ними керував Франциско Ксав'є Фабрі (1813-1817 рр), а з 1818 року Антоніо Франсіско Роза. Через нестачу фінансування, роботи велися повільно, тож на момент повернення з Бразилії Жуана VI у 1821 році, якому передувала ліберальна революція в Португалії, палац ще був не завершений. Тож монарх переїхав жити в Palácio da Bemposta, де він і помер 10 березня 1826 року. 
У той час східне та південне крило палацу Ажуда вже були придатні для проживання, тож доньки Жуана VI, серед яких й інфанта-регент Ізабель Марія перебралися туди.
У 1828 році королем був проголошений молодший син Жуана VI – Мігель І, що повернувся на Батьківщину з вигнання, куди був висланий батьком за спробу державного перевороту. Він прожив у палаці Ажуда близько 6 місяців, поки реконструювався Палац Несессидадес, який мав стати його майбутньою офіційною резиденцією. Проте не так сталося, як гадалося.
Почалася громадянська війна між лібералами та абсолютистами. У 1834 році з входом до Лісабона ліберальних військ на чолі з Педро І - старшим сином Жуана VI, роботи над будівництвом палацу Ажуда знову були паралізовані. 
Педро І передав португальський трон своїй доньці Марії ІІ. 30 серпня 1834 року вона склала присягу в тронному залі палацу Ажуда. Проте жити вона вирішила саме в палаці Несессидадес, що мав стати резиденцією Мігеля І – її дядька і нареченого, який 6 роками раніше хитрістю відібрав у неї трон.
Таким чином, Палац Ажуда став використовуватися лише для спорадичних офіційних церемоній, навіть після смерті Марії II та під час правління її сина короля Педро V, палац Ажуда пустував.

Правління Луїша
Так було до трагедії 1861 року. Впродовж листопада-грудня цього року від холери в палаці Несессидадес помирає 24-річний король Педро V і 2 його брати - 15-річний Фернандо та 19-річний Жуан. Трон переходить старшому з виживших братів – Луїшу І. 
Навколо цієї події піднявся неабиякий галас, палац Несессидадес стали вважати проклятим і радили новому королю покинути його. Луїш І на кілька місяців переїжджає до палацу Пасо-дош-Аркош, поспішно одружується з 14-річною Марією Пією Савойською – дочкою першого короля Італії Віктора Емануїла ІІ. Подружжя одразу перебирається в палац Ажуда, завдяки чому він вперше в своїй історії стає Королівською резиденцією.
Королева Марія Пія, прибувши до Аджуди в 1862 році, ініціювала основні зміни внутрішнього оздоблення палацу. Втілив їх у життя архітектор Хоакім Посідоніо Нарсісо да Сілва.
За її наказом великі кімнати, такі як старий вестибюль, були розділений на три - Зимовий сад і два передпокої -  Дубовий кабінет і Саксофонна зала. Тут також з’явилися ванні кімнати з ваннами та проточною водою, столова для щоденного сімейного прийому їжі та зони дозвілля, такі як Музична кімната, Блакитна кімната, Більярд, Зимовий сад, Кімната живопису та Китайська кімната. Лише велична спальня Марії Піа, вкрита килимами та прикрашена в стилі Наполеона III, і її кабінет – Зелена кімната, які підготував для неї у якості сюрпризу король Луїш І, залишилися недоторканими. Ці великі імпозантні кімнати королеви контрастували зі значно меншими, простими і скромними кімнатами короля.
Марія Пія побудувала також каплицю, розписану архітектором-модерністом Мігелем Вентура Терра, який лише нещодавно закінчив Школу витончених мистецтв у Парижі. У каплиці є кілька картин, таких як Богородиця з немовлям художника Хосе Велозу Сальгадо, що зображена на вівтарі, і єдиний Ель Греко в Португалії. Зі стінами, усіяними золотими зірками, дерев’яною стелею та великими дверима з елегантними залізними виробами.
Наповнення (меблі, текстиль і предмети декору в цілому) мало різне походження. Частина надійшла з королівських палаців і казначейства Португалії. Інша частина була придбана в численних португальських та іноземних спеціалізованих бутіках, причому Марія Піа обирала їх власноруч за каталогами новинок того часу. Решта - була подарована різними королівськими домами. Дещо було привезено Марією Пією з Італії у якості приданого. 
Палац Ажуда з її подачі став місцем проведення великих гала-вечірок – офіційних бенкетів і прийомів – а також подій, пов’язаних із повсякденним життям королівської сім’ї: концерти камерної музики, вечори з виступами різних артистів, ігри в більярд і віст.
Що ж до Луїша І, то він був поціновувачем мистецтв. Він створив Галерею живопису в північному крилі Палацу Ажуда, де була зібрана значна частина королівської колекції, яка була відкрита для публіки з 1869 по 1875 роки.
Їдальня королеви, остання з робіт палацу, була завершена незабаром після смерті короля в 1889 році.

Останні роки монархії
Після смерті Луїша І в 1889 році, трон займає його старший син - Карлос І. У той час він зі своєю дружиною Амелією та двома синами жили в палаці Белен. В Ажуда ж жили королева-матір Марія Піа та її син Афонсу. Деякі з кімнат цього палацу були зарезервовані для офіційних королівських церемоній.
Тут проводилися державні бенкети та прийоми на честь короля Англії Едуарда VII, короля Іспанії Альфонса XIII, короля Німеччини Вільгельма II, президента Французької Республіки Еміля Лубе та інших державних гостей, які відвідали Португалію під час правління короля Карлоса І.
1 лютого 1908 року король і наслідний принц Луїс Філіпе були вбиті в Лісабоні під час подорожі у відкритому королівському екіпажі. Після смерті Карлоса І на престол сходить його молодший син Мануель II, який проживав на той момент в сумнозвісному палаці Несессидадес.
Що ж до Марії Пії, то вона жила в палаці Ажуда до повалення монархії у жовтні 1910 року, коли після встановлення республіки вся королівська родина покинула Португалію.

Від Першої Республіки до сьогодення
У перші роки республіки палац був закритий. Всі активи королівських палаців країни були ретельно інвентаризовані, а потім перенесені в Палац Ажуда. 
У 20-х роках сильні зливи затопили палацову бібліотеку з тисячами цінних томів, а в 70-х пожежа знищила частину північного крила та картинну галерею Луїша І, де зберігалося приблизно 500 картин. 
В 1938 році він був перетворений на музей. Оскільки на той момент палац так і не був завершений, у 1940-х роках Раулю Ліно було доручено створити проект його добудови. Однак жоден з двох представлених ним проектів так і не був реалізований. Друга спроба добудувати палац буда здійснена у 1987 році, коли архітектора Гонсало Бірна запросили спроектувати західне крило. Але далі справа не пішла.
Лише у 2018 році нарешті розпочалися будівельні роботи, з початковим бюджетом 15 мільйонів євро, який зріс до 21 мільйона євро через необхідність трансформації навколишнього громадського простору, створення ресторану та заходів безпеки, якої вимагає експозиція королівської скарбниці. 
Західний фасад палацу був побудований у стилі модерн. Тут буде встановлено Постійну виставку Королівської скарбниці з тисячами копій коштовностей корони та ювелірних скарбів Королівського дому.
Сам палац сьогодні, як і за часів монархії, використовується португальською державою ще й для проведення офіційних церемоній.

## Інтер'єр
Цокольний поверх / Piso Térreo
Зал Герольда зі скульптурою Правосуддя по центру — це «передпокій», тут оголошували імена та титули гостей. Приймали відвідувачів у Зеленій залі з великим портретом королівської родини та білим мармуровим каміном. Важливі справи король обговорював у Залі Засідань із вишуканим чорним каміном із мармуру. Кімната, оздоблена дубом і прикрашена картинами із зображеннями кораблів, називалася Дубовим кабінетом та призначалася виключно для чоловіків, де вони могли викурити люльку та поговорити по душам. Сімейні обіди в Зимовому саду, прикрашеному фонтаном та бронзовими журавлями.  У Кімнаті Королеви виділяються стіни, оббиті синім шовком, велике ліжко з балдахіном і сантехнічні «диковинки» того часу — ванна, раковина та біде з проточною гарячою водою.
Рожева зала, оббита шовком і обставлена оксамитовими рожевими меблями, призначалася для зберігання колекції порцеляни Марії Піа.  У Залі Музики виставлені старовинні музичні інструменти, тут король Луїш грав на віолончелі, а його дружина на піаніно.

Лицарський поверх / Andar Nobre
Ця частина замку призначалася для урочистих заходів. Піднявшись сходами, гості потрапляли до китайського залу і йшли в тронний зал. У міру наближення до нього, інтер'єри ставали дедалі розкішнішими.
Просторий тронний зал займає південну вежу палацу. Його головні атрибути - трон короля Луїша I та Марії Піа під оксамитовим балдахіном. У сусідньому Бальному залі влаштовували королівські вечірки. Урочисті обіди проводили в Бенкетному залі, а в Залі дипломатичного корпусу посли чекали на аудієнцію. Також на другому поверсі розташовани робочий кабінет і спальня короля Луїша, куди він перебрався в останні роки свого життя.